# Agrypnus cervinus
Agrypnus cervinus là một loài bọ cánh cứng trong họ Elateridae. Loài này được Erichson miêu tả khoa học năm 1834.